# Lina's honingzuiger
Lina's honingzuiger (Aethopyga linaraborae) is een vogelsoort uit de familie van de nectariniidae (honingzuigers).

## Verspreiding en leefgebied
Lina's honingzuiger komt alleen voor in de Filipijnen.

## Ondersoorten
Lina's honingzuiger is monotypisch.